# Sculpsitechinus tenuissimus
Espèce
Synonymes
Echinodiscus tenuissimus (L. Agassiz & Desor, 1847) 
Sculpsitechinus tenuissimus est une espèce d’oursin plat de la famille des Astriclypeidae.

## Description
Le test (coquille) est en retrait latéralement, avec un bord mince et presque tranchant ; il mesure jusqu'à 10 cm de diamètre. Il dispose de 4 gonopores sur le dessus du disque central. Le contrefort interne est dense, développé en treillis, ou nid d'abeilles. Les pétales sont bien développés ; la paire postérieure est plus courte que les autres, qui forment de légères encoches angulaires sur le tranchant antérieur.
Les interambulacraires et les zones ambulacraires ont la même largeur à l’ambitus. Les ambulacres postérieurs présentent une longue fente (« lunules »). Le périprocte est disposé sur la face orale, à proximité de la marge postérieure. Par rapport aux deux autres espèces du genre, E. tenuissimus a des lunules courtes et plus larges, qui n'atteignent pas la marge. 
L’ouverture se fait au bord extérieur de la première paire post-basicoronale des plaques interambulacraires. Les rainures d’alimentation bifurquent près du bord basicoronal ; Elles sont très ramifiées distalement.

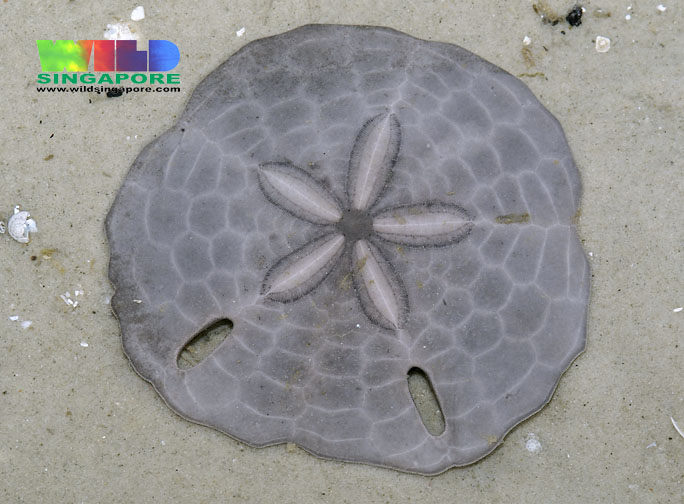
Spécimen in situ à Singapour
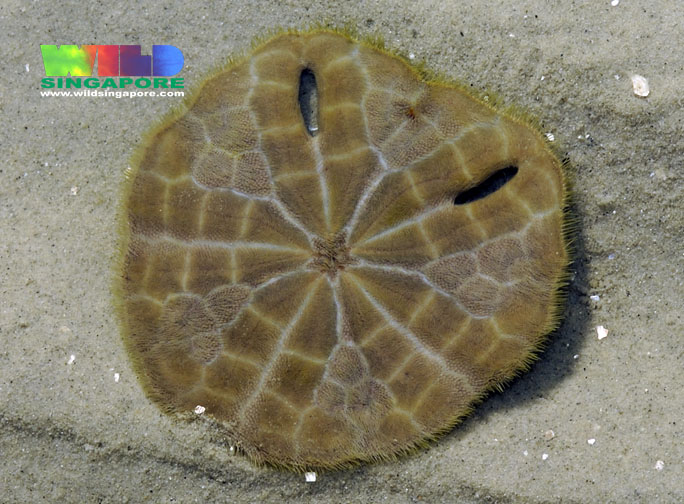
Face orale d'un spécimen vivant
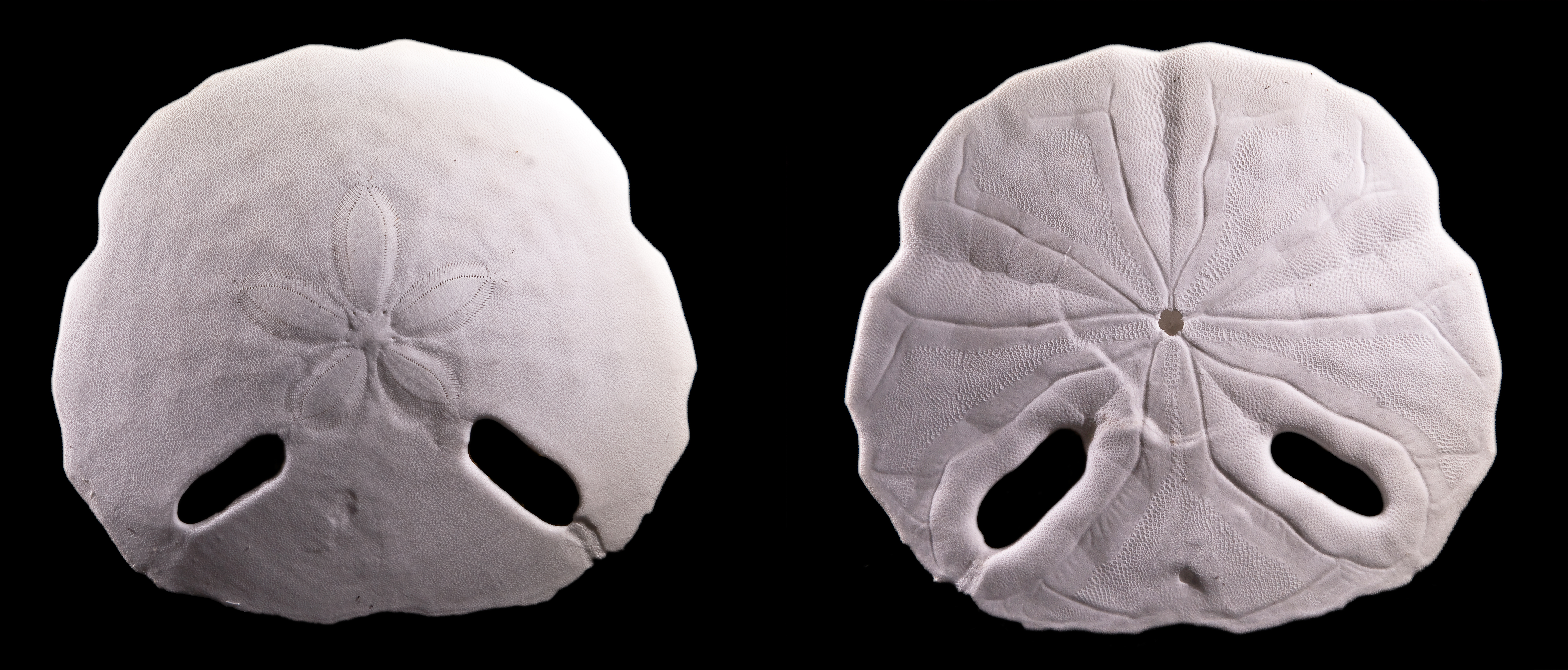
Echinodiscus tenuissimus - Vue dorsale et ventrale du même test naturalisé (7 cm) - Bali, Indonésie.

## Répartition et habitat
On trouve cet oursin dans la région Indo-pacifique de l'Indonésie aux îles du Pacifique ouest, sur des fonds sableux (plus ou moins détritiques ou vaseux), généralement peu profonds, entre la surface et 20 m de profondeur.

## Écologie et comportement
Ce sont des oursins fouisseurs, qui vivent le plus souvent enterrés dans le sédiment, qu'ils filtrent pour se nourrir. Leurs radioles modifiées en tapis de poils veloutés leur permettent de progresser dans le sable mais aussi de créer un courant qui amène les sédiments jusqu'à l'orifice buccal. Ils vivent souvent cachés dans le sédiment pendant la journée, et sont plus visibles de nuit.

## Systématique
L'espèce a été décrite par les naturalistes Louis Agassiz et Pierre Jean Édouard Desor en 1847 sous le nom Lobophora tenuissima, puis déplacée dans le genre Echinodiscus et enfin dans Sculpsitechinus par Stara & Sanciu en 2014.

### Synonymie
- Lobophora tenuissima Agassiz, L. & Desor, E. 1847[4] -- Protonyme.
- Echinodiscus tenuissima (L. Agassiz & Desor, 1847)
- Lobophora deplanchei Michelin, 1861
- Lobophora texta A. Agassiz, 1863
- Echinodiscus laevis A. Agassiz, 1872-74
- Echinodiscus biforis parviforis Pfeffer, 1881
- Echinodiscus tenuissimus (L. Agassiz & Desor, 1847)